# Fort im Park von Sanssouci

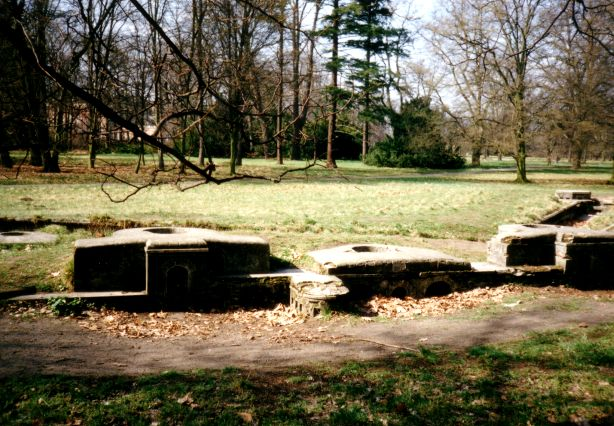
Fort im Park von Sanssouci um 1990

Das Fort im Park von Sanssouci war ein Festungsmodell zur Darstellung neuer Geschütztechnik mit Panzerungen in Festungsbauten am Ende des 19. Jahrhunderts. Die Firma Krupp hatte das Modell-Fort 1893 im nordwestlichen Teil der Potsdamer Parkanlage Sanssouci errichten lassen, um Kaiser Wilhelm II. von den Grundprinzipien der neuen Technik zu überzeugen. Im November 2004 wurde die Ruine durch die Stiftung Preußische Schlösser und Gärten Berlin-Brandenburg zugeschüttet und kann seitdem nicht mehr besichtigt werden.

## Geschichte
Infolge der Entwicklung im Rüstungsbereich durch die Herstellung eines neuen Typs Sprenggranate, der sogenannten Brisanzgranate, gab es seit circa 1890 internationale Überlegungen, wie man sich gegen die überlegene Wirkung dieser Granate besser schützen könne. Die Ziegel-Erd-Bauweise und Geschützausstattung der alten Festungen konnte der neuen Waffentechnik nicht mehr standhalten. Eine Modernisierung durch eine geeignete Bauform und Bestückung war unausweichlich geworden.
Ab 1890 entwickelte und testete die Firma Gruson eine neue Generation von Festungswaffen und -panzerungen. Sie bildeten die Grundlage der zukünftigen Panzerbewaffnung von Festungsbauten. 1892/93 übernahm die Friedrich Krupp AG die Grusonwerk AG Buckau (seitdem Friedrich Krupp AG Grusonwerk) und sicherte sich damit die führende Position als Waffenhersteller.
Die Bautypologie eines Dreieckforts entstand nach Vorstellungen Henri Alexis Brialmonts, der sich im Festungsbau in ganz Europa einen Namen machte. Entgegen der vorrangigen Meinung deutscher Festungsbauingenieure, Artillerie und Infanterie in getrennten Werken aufzustellen, bevorzugte Brialmont die Zusammenlegung beider Truppengattungen in einem sogenannten Einheitswerk mit starker Artilleriebewaffnung.
Auf der Grundlage der Diskussion um die Bauform von Festungen und der technischen Entwicklung gepanzerter Geschütze ließ die Firma Krupp das Modell-Fort im Maßstab 1:10 (Länge ca. 40 Meter, Tiefe ca. 15 Meter) errichten. Vorausgegangen war am 22. Dezember 1892 eine Kabinettsorder Wilhelms II., mit der er eine Grundsatzentscheidung zur Modernisierung aller Festungsanlagen und der dort eingebauten Geschütze getroffen hatte.
Die Leitung des Modellbaus übernahm Oberstleutnant a. D. Julius Diener. Der ehemalige Ingenieuroffizier war dem Kaiser aus seiner Prinzenzeit als Erzieher in der militärischen Ausbildung für Fragen des Festungsbaus bekannt und arbeitete seit 1889 als Abteilungsleiter für Festungsbau in der Firma Krupp. In einem Schreiben Dieners vom 14. Juli 1893 an seinen Arbeitgeber Friedrich Alfred Krupp ist die Fertigstellung des Modell-Forts auf Ende Juli 1893 datiert.
Gegliedert war das langgestreckte Dreiecksfort in ein Mittelteil, das Zentralwerk, sowie eine rechte und eine linke Anschlussbatterie. Das Zentralwerk mit Kaserne war mit vier Panzertürmen bestückt, ausgerüstet mit Haubitzen (Kaliber 15 cm L/11). Die rechte Anschlussbatterie war mit einem Panzerturm und betonierten Feuerstellungen versehen, die linke Anschlussbatterie hatte zwei Panzertürme, bestückt mit je einer Kugelkopfkanone (12 cm L/17), einem „maskierten“ Panzerturm und einem Senkturm mit jeweils einer Kanone (Kaliber 5,7 cm). Mit weiteren Kugelkopfkanonen (Kaliber 7,5 cm) und einer fahrbaren Panzerlafette (Kaliber 5,7 cm) verteilten sich die Geschütze in der Anlage auf insgesamt 20 offene oder gepanzerte Feuerstellungen. Nach vorne schloss sich ein leicht abfallendes Vorfeld (Glacis) an; umgeben war das Fort von einem Trockengraben, aufgeteilt in einen Facengraben (Face = spitzwinklig dem Feind zugewandte Seite, im Unterschied zur rechtwinklig zugewandten Flanke) und zwei halbrunde Gräben vor den Anschlussbatterien, deren dem Feind näherliegende Seite (Kontereskarpe) aufgemauert war, während die innere Seite (Eskarpe) lediglich eine kleine Sockelmauer hatte. Dieses Modell-Fort enthielt Elemente verschiedener Befestigungstypen, die später bei realen Festungen nachgebaut wurden, unter anderem die Feste Kaiser Wilhelm II. in Mutzig-Molsheim, in Thorn (polnisch: Toruń) auf dem Buchta-Berg und einige der Panzerfesten von Metz.
Lange Zeit galt das Fort irrtümlich als Prinzenspielplatz – unter diesem Namen ist es ebenfalls bekannt –, zumal der Spielplatz der Prinzen und Prinzessinnen ganz in der Nähe, unweit des Neuen Palais lag. Wahrscheinlich ist, dass die Prinzen im Zuge ihrer militärischen Ausbildung die Modell-Anlage zu Lehrzwecken nutzten.